# تئو دی پرسین
تئو دی پرسین (انگلیسی: Théo De Percin؛ زادهٔ ۲ فوریهٔ ۲۰۰۱) بازیکن فوتبال اهل فرانسه است.